# 格尔德·阿尔布雷希特
格尔德·阿尔布雷希特（德語：Gerd Albrecht，1935年7月19日 – 2014年2月2日），德国指挥家。

## 生平
阿尔布雷希特生于埃森，是音乐学家汉斯-阿尔布雷希特（1902-1961）的儿子。他曾在基尔和汉堡学习音乐，老师包括威廉·布吕克纳-吕格贝格。他在22岁时就获得了贝桑松国际青年指挥家比赛的一等奖。他的第一个职位是斯图加特州立歌剧院的声乐指导。后来，他成为美因茨国家剧院的高级乐长（德語：Kapellmeister），以及吕贝克的音樂總監（德語：Generalmusikdirektor, GMD）。他还在柏林德意志歌剧院、苏黎世音乐厅管弦乐团和漢堡國立歌劇院担任过职务。
他在当代歌剧方面的工作包括指挥阿里贝特·赖曼的《李尔》的世界首演和美国首演，以及制作该歌剧的第一张商业录音。他的其他商业录音包括罗伯特·舒曼的《格诺费娃》和《曼弗雷德》，以及汉斯·维尔纳·亨策的《午后曳航》修订后的日文版的第一张商业录音。
阿尔布雷希特于2014年2月2日在柏林去世，享年78岁。

### 捷克爱乐的争议
1991年，捷克爱乐乐团的乐手们挑选了阿尔布雷希特担任首席指挥，他是第一位被任命为首席指挥的非捷克籍指挥，任期从1994年开始，计划持续7年。该乐团曾在抗议苏联对其国家的统治中发挥了作用，并重组为一个自治实体。音乐家对阿尔布雷希特的选择实际上意味着取代捷克指挥家吉里·贝洛拉维克，后者当时在1992年提前辞职。因此，当他上任时，乐团已经有些分裂。事实证明，阿尔布雷希特有效地改善了捷克爱乐的财政状况，并通过国外巡演提升了乐团的国际形象。他在音乐上的成功也是公认的，他与乐团合作录制的唱片包括埃尔文·舒尔霍夫的音乐。然而，一系列的政治冲突导致他提前辞职。
1994年，捷克爱乐乐团应邀在梵蒂冈举办庆祝罗马天主教徒与犹太人和解的音乐会。然而，邀请的是在美国指挥家吉尔伯特·莱文的指挥下演出，他已经因与教皇若望保祿二世时期的梵蒂冈关系密切而闻名，后来又因电视转播纪念大屠杀教皇音乐会而闻名。阿尔布雷希特否决了这一约定，表面上是因为乐团太忙，不过其他人猜测拒绝的实际原因是梵蒂冈没有邀请阿尔布雷希特。
捷克总统瓦茨拉夫·哈维尔也参与其中，他告诉阿尔布雷希特，他的行为损害了乐团的利益。局势不断恶化，阿尔布雷希特在接受媒体采访时将自己描绘成种族主义和反德情绪的受害者，并表示他被期望个人为德国过去的所有错误行为赎罪。他还声称自己的手机被窃听。哈维尔在媒体上用自己的说法进行了还击。1996年1月4日，阿尔布雷希特和贝洛拉维克合作举办了100周年纪念音乐会，各指挥一半，但哈维尔的缺席引人注目，当掌声响起时，乐团成员纷纷表示效忠。阿尔布雷希特在一个月后辞去了这一职务，声称自己的音乐权威受到了损害。
阿尔布雷希特与捷克爱乐乐团一起，指挥了德沃夏克的歌剧《迪米特里》的第一张商业录音。

### 其他指挥工作
2000-2004年，他担任丹麦国家交响乐团的首席指挥，并与该乐团一起为山度士唱片等厂牌录制商业唱片。2003年，他在一场音乐会上站在讲台上发言，抗议美国入侵伊拉克，引起争议。后来他为此事道歉。在日本，他于1998年至2007年担任讀賣日本交響樂團的首席指挥，2007年后成为该乐团的桂冠指挥。